# Limonia borealis
Limonia borealis är en tvåvingeart som först beskrevs av Doane 1900.  Limonia borealis ingår i släktet Limonia och familjen småharkrankar. Inga underarter finns listade i Catalogue of Life.